# Legé
Legé é uma comuna francesa na região administrativa do País do Loire, no departamento de Loire-Atlantique. Estende-se por uma área de 63.32 km². Em 2010 a comuna tinha 4 642 habitantes (densidade: 73,3 hab./km²).